# Kasteel van Alleuze
Het Kasteel van Alleuze (Frans: Château d'Alleuze) is een kasteelruïne in de Franse gemeente Alleuze. Het kasteel heeft op de vier hoeken torens en is gebouwd op een hoogte boven de Truyère. Het kasteel is een beschermd historisch monument sinds 1927.

## Geschiedenis
Het kasteel is in de 13de eeuw gebouwd door de connétable van de Auvergne, Béraud VIII de Mercoeur. Tussen de 13e en het begin van de 16e eeuw was het kasteel eigendom van de bisschoppen van Clermont-Ferrand. Het deed dienst als voorpost van de citadel van Saint-Flour.
Tijdens de Honderdjarige Oorlog viel het kasteel in handen van een roversbende. Pas na acht jaar, in 1391, en na betaling van een hoog losgeld verlieten de rovers het kasteel. De inwoners van Saint-Flour gingen daarna over tot ontmanteling van de burcht, om een herhaling van deze bezetting te voorkomen. Aan het begin van de 15e eeuw spande de bisschop van Clermont-Ferrand een proces aan tegen de inwoners van Saint-Flour. De bisschop bekwam dat de inwoners van Saint-Flour zijn kasteel op hun kosten moesten heropbouwen.